# Casa de Indias
La Casa de Indias (en portugués Casa da Índia) fue una organización portuguesa que administraba el comercio marítimo de ultramar principalmente en los siglos XV y XVI. Fue la contraparte lusitana de la organización española de la Casa de Contratación.
Fue establecida en Lisboa en el año 1500 (o 1501 según algunas fuentes)
Entre sus antecedentes se encuentran la Casa da Guiné, la Casa da Guiné e Mina y la Casa da Mina. Por lo tanto, las fechas de fundación son algo arbitrarias, y pueden ser vistas como simples cambios de nombres oficiales,puesto que las funciones y responsabilidades se mantenían con pocos cambios.
La Casa de Indias estaba ubicada en la Praça do Comércio, y su edificio fue destruido en el terremoto de 1755.
Mantenía el monopolio real en el comercio de pimienta, canela y clavo de olor y obtenía un 30% de impuestos sobre el intercambio de otros artículos. Durante unos treinta años desde 1503 hasta 1535, los portugueses amenazaron el comercio veneciano de especias con el Mediterráneo oriental. Hacia 1510, el trono de Portugal embolsaba un millón de cruzados anuales sólo en base al comercio de especias. Por ello, Francisco I de Francia llegó a apodar al rey lusitano Manuel I el «rey especiero».
En 1506 un 65% de los ingresos del Estado lusitano provenían de la actividad económica de ultramar. A mediados de ese siglo los beneficios empezaron a disminuir debido al costo de mantener la actividad en Marruecos, y también debido al derroche interno.
Portugal nunca desarrolló la infraestructura adecuada para impulsar su economía, sino que se basó en los esfuerzos de particulares extranjeros para prestar servicios de apoyo, lo que consumió un buen porcentaje del ingreso. En 1549 el centro de comercio portugués de Amberes fue a la bancarrota. Durante esa década los gastos superfluos se acrecentaron y el gobierno pasó a depender más y más de la financiación externa. Para la década siguiente el ingreso de la Casa de Indias no alcanzaba a cubrir los gastos.
La Casa da India produjo un mapa secreto llamado el Padrão Real, que registraba todos los nuevos descubrimientos y era la base para la confección de las cartas de navegación. Era la contrapartida de su versión española, el Padrón Real.
En 1709 el jesuita Bartolomeu de Gusmão demostró los principios de los aeróstatos de aire caliente. Levitó un globo dentro del palacio de la Casa da India. Más tarde decidió huir de Portugal, temiendo ser acusado por la Inquisición de haber practicado magia.[cita requerida]